# ميستري
ميستري هي فراتسيوني، في إيطاليا، تقع في البندقية، بلغ عدد سكانها 89,376  نسمة وذلك حسب إحصائيات سنة 2012، تبلغ مساحتها 14.254 كيلومتر مربع، رمزها البريدي هو 30170.

## أعلام
- أندريا مانزو
- ماركو بيوي
- باولو كازارين
- أنطونيو بيفيلاكوا
- فرانز غال
- تاتيانا جاربين
- فرانشيسكو بينوسي